# The English Text of the Ancrene Riwle
The English Text of the Ancrene Riwle ist unter anderem der Titel einer Monografie des britischen Philologen und Schriftstellers J. R. R. Tolkien, in der er sich mit der mittelenglischen Ausgabe des Textes Ancrene Wisse befasst, wie sie sich in der Handschrift MS 402 des Corpus Christi College Cambridge findet. Dieses Manuskript wurde vermutlich zwischen 1225 und 1240 verfasst.

## Hintergrund
Das Manuskript MS 402 besteht aus 117 Blättern und ist auf Pergament verfasst worden. Tolkien beschreibt in der Einleitung zunächst den Zustand dieses Manuskriptes, weist auf fehlende Seiten hin und analysiert die Schrift, die Verwendung unterschiedlicher Buchstabenformen oder Abweichungen in der Schriftgröße. Er beschreibt beispielsweise die im Manuskript verwendeten Initialen, die in roter oder blauer Farbe und mit Ornamenten verziert einige der Abschnitte einleiten. Tolkien erkannte in den unterschiedlichen Versionen der Ancrene Wisse eine weitgehende Übereinstimmung aufgrund der Verwendung einer gemeinschaftlichen Sprache mit einem eigenen, unverwechselbaren Wortschatz, sowie ähnlicher Syntax und Rechtschreibung. Neben dem ursprünglichen Autor müssen die Schriftgelehrten oder die Leser mit dem verwendeten Dialekt und seinen Konventionen vertraut gewesen sein. Diese Verwendung einer einheitlichen Sprache oder Schreibweise erschwert es die Manuskripte einem bestimmten Autor zuzuordnen.
Tolkien prägte bereits im Jahr 1929 in seinem Essay Ancrene Wisse and Hali Meiðhad den Begriff „AB Language“, um dadurch die orthographische und sprachliche Konsistenz zwischen der Version des Corpus Christi College (Manuskript „A“) und der Version MS Bodley 34 der Bodleian Library (Manuskript „B“) zu kennzeichnen. Bemerkenswert sei die Ähnlichkeit beider Werke, obwohl diese offenbar von unterschiedlichen Verfassern stammen, was darauf hindeute, dass die Texte ungefähr zeitgleich oder am selben Ort angefertigt wurden. Neben Tolkien haben sich auch weitere Sprachwissenschaftler mit diesen Texten befasst, wie Albert C. Baugh, Richard Middlewood Wilson oder Arne Zettersten.

## Ausgaben mit diesem Titel (Auswahl)
- Albert C. Baugh: The English text of the Ancrene riwle (= Early English Text Society. 232). Oxford University Press, London 1956, OCLC 3996999.
- R. M. Wilson: The English text of the Ancrene riwle (= Early English Text Society). Oxford University Press, London/ New York, OCLC 1146252.
- J. R. R Tolkien: The English text of the Ancrene Riwle: Ancrene Wisse. Edited from MS. Corpus Christi College Cambridge 402 by J.R.R. Tolkien (= Early English Text Society. 249). Oxford University Press, London/ New York 1962. (Neuauflage 2013, ISBN 978-1-84384-344-3).
- Arne Zettersten, Magdalene College (Hrsg.): The English text of the Ancrene Riwle (= Early English Text Society. 274). Oxford University Press, London/ New York 1976, ISBN 0-19-722276-5.

## Weiterführende Literatur
- Wolfgang Riehle: Englische Mystik des Mittelalters. 1. Auflage. C. H. Beck, München 2011, ISBN 978-3-406-62802-3 (books.google.de).